# Charles Gordon-Lennox (5. książę Richmond)
Charles Gordon-Lennox, 5. książę Richmond i Lennox KG (ur. 3 sierpnia 1791 w Richmond House w Londynie, zm. 21 października 1860 w Portland Place w Londynie), brytyjski arystokrata, polityk i wojskowy, minister w rządzie lorda Greya.

## Życiorys
Był najstarszym synem Charlesa Lennoxa, 4. książę Richmond, i lady Charlotte Gordon, córki 4. księcia Gordon. Od 1806 r. nosił tytuł grzecznościowy "hrabiego Marchii".
Służył w sztabie Wellingtona podczas kampanii na Półwyspie Iberyjskim. W bitwie pod Waterloo był adiutantem księcia Oranii. W tym samym czasie był członkiem Izby Gmin z okręgu Chichester (od 1812 r.). W 1818 r. wraz z resztą rodziny towarzyszył ojcu, który został gubernatorem generalnym Brytyjskiej Ameryki Północnej. Po śmierci ojca w 1819 r. został 5. księciem Richmond i Lennox oraz zasiadł w Izbie Lordów.
Książę Richmond należał do stronnictwa torysowskich ultrasów. Sprzeciwiał się ustawom równouprawniającym katolików, później był przeciwnikiem wprowadzania wolnego handlu przez rząd Roberta Peela. W latach 1830–1834, z powodu konfliktu z księciem Wellington, Richmond i jego stronnicy popierali wigowski gabinet Greya. Richmond pełnił w nim funkcję poczmistrza generalnego. W 1829 r. został kawalerem Orderu Podwiązki.
W 1836 r., po śmierci swojego wuja, 5. księcia Gordon, odziedziczył wszystkie ziemie rodziny Gordonów i przybrał nazwisko Gordon-Lennox. Był również członkiem loży masońskiej.

## Życie prywatne
10 kwietnia 1817 r. w Westminsterze, poślubił lady Caroline Paget (6 czerwca 1796–12 marca 1874), córkę Henry’ego Pageta, 1. markiza Anglesey, i lady Caroline Villiers, córki 4. hrabiego Jersey. Charles i Caroline mieli razem pięciu synów i trzy córki:
- Charles Henry Gordon-Lennox (27 lutego 1818–26 września 1903), 6. książę Richmond, 6. książę Lennox i 1. książę Gordon
- Caroline Amelia Gordon-Lennox (18 czerwca 1819 - 30 kwietnia 1890), żona Johna Ponsonby’ego, 5. hrabiego Bessborough, nie miała dzieci
- Fitzroy George Charles Gordon-Lennox (11 czerwca 1820–1841), zaginął podczas rejsu SS President
- Henry Charles George Gordon-Lennox (2 listopada 1821–29 sierpnia 1886), ożenił się z Amelią Brooman
- kapitan Alexander Francis Charles Gordon-Lennox (14 czerwca 1825–22 stycznia 1892), ożenił się z Emily Towleney
- Augusta Catherine Gordon-Lennox (14 stycznia 1827–3 kwietnia 1904), żona księcia Edwarda z Saksonii-Weimar
- George Charles Gordon-Lennox (22 października 1829–27 lutego 1887), ożenił się z Minnie Palmer
- Cecilia Catherine Gordon-Lennox (13 kwietnia 1838–5 października 1910), żona Charlesa Binghama, 4. hrabiego Lucan